# .50 BMG
.50 Browning Machine Gun, (.50 BMG, 12.7×99mm NATO và được thiết kế với cái tên 50 Browning) là loại đạn có bán kính cỡ 0.5 inch (12,7mm) ban đầu được phát triển cho súng máy hạng nặng vào cuối thập niên 1910s,chính thức đi vào phục vụ vào năm 1921. Với mã định danh STANAG 4383, nó là cỡ đạn tiêu chuẩn cho quân đội các quốc gia NATO. Cỡ đạn này có nhiều phiên bản khác nhau bởi các quốc gia như: bọc kim loại, xuyên giáp, vạch đường, đạn cháy ...
Cỡ đạn .50 BMG còn được sử dụng bởi các mẫu súng bắn tỉa công phá. Có rất nhiều loại đạn khác nhau được cung cấp, và sự xuất hiện ngày càng phổ biến của đạn tiêu chuẩn thi đấu đã nâng cao đáng kể hiệu quả sử dụng của các loại súng trường cỡ .50, nhờ khả năng bắn chính xác hơn so với các loại đạn chất lượng thấp.

## Lịch sử phát triển
Với yêu cầu về một loại vũ khí chống máy bay mới vào sau Thế chiến 1, John Browning đã phát triển cỡ đạn .50 BMG. Ông ấy muốn loại đạn này phải sử dụng bởi súng máy dựa trên phiên bản phóng to của khẩu M1917 Browning.
Việc phát triển đạn .50 BMG đôi khi bị nhầm lẫn với loại đạn 13,2 mm TuF của Đức, vốn được nước này chế tạo cho súng trường chống tăng nhằm đối phó xe tăng Anh trong Chiến tranh Thế giới thứ nhất, đồng thời sử dụng chống máy bay. Theo tạp chí American Rifleman:
"Thực tế, đạn Browning .50 bắt nguồn từ thời Đại chiến. Sự quan tâm của Hoa Kỳ đối với loại đạn xuyên giáp chịu ảnh hưởng từ thiết kế 11 mm (0,43 in) của Pháp, vốn chỉ đạt hiệu quả ở mức giới hạn. Điều này khiến các sĩ quan Phòng Quân giới Lục quân Mỹ tìm đến Browning. Họ muốn một loại đầu đạn nặng đạt vận tốc 2.700 ft/s, nhưng loại đạn đó khi ấy chưa tồn tại. Browning suy nghĩ và, theo lời con trai ông là John, đã đáp: “Nghe thông số thì cũng ổn để bắt đầu. Các anh cứ chế tạo một vài viên đạn, rồi chúng ta sẽ thử bắn.”"
Tạp chí American Rifleman giải thích thêm rằng việc phát triển loại đạn này 'được cho là chịu ảnh hưởng từ súng trường chống tăng cỡ 13,2×92 mm SR (.525 in) của Đức' và rằng 'Phòng Quân giới đã ký hợp đồng với Winchester để thiết kế loại đạn cỡ .50. Sau đó, Xưởng Frankford tiếp quản từ Winchester, chế tạo ra loại đạn .50 BMG (12,7×99 mm). Quân đội sau đó quay lại với John Browning để thiết kế khẩu súng. Khi hợp tác cùng Colt, ông đã chế tạo nguyên mẫu sẵn sàng thử nghiệm và, trớ trêu thay, hoàn thành chúng vào ngày 11 tháng 11 năm 1918 – đúng ngày Chiến tranh Thế giới thứ nhất kết thúc.
Loại đạn này được đưa vào sử dụng cùng với súng máy M1921 Browning. Mẫu súng này sau đó được phát triển thành mẫu M2HB Browning huyền thoại, và với đạn xuyên giáp cỡ .50, đã đảm nhiệm vai trò súng máy phòng không và chống phương tiện, có khả năng xuyên thủng 0,9 inch (23 mm) thép giáp tôi mặt ở cự ly 200 mét (220 yd); 1 inch (25 mm) giáp cán đồng nhất  ở cùng cự ly; và 0,75 inch (19 mm) ở cự ly 547 thước Anh (500 m).
Trong Thế chiến 2 cỡ đạn .50 BMG chủ yếu được sử dụng bởi súng máy M2 Browning được gắn trên các phương tiện cơ giới với nhiệm vụ phòng không. Một phiên bản năng cấp của khẩu M2 Browning HB trong Thế chiên 2 vẫn được sủa đụng đến ngày hôm nay. Kể từ giữa thập niên 1950, một số the bọc thép chở quân và phương tiện đa năng đã được sản xuất để có thể chóng lại cỡ đạn  12.7 mm, làm giảm khả năng hỏa lực của khẩu M2. Nó vẫn có nhiều sức xuyên hơn các vũ khí nhẹ hơn như súng máy đa chức năng, tuy nhiên với khối lượng lớn hơn và khó vận chuyển hơn. Tầm bắn và sức mạnh của nó đủ sức vượt xa súng máy hạng nhe khi được đặt trên giá ba chân, và nó hiện vẫn là vũ khí tiêu chuẩn gắn trên phương tiện cơ giới của các nước quân đội phương Tây.
Vài thập kỉ sau, .50 BMG cũng được sử dụng bởi các mẫu súng trường có hỏa lực lớn. Khẩu Barrett M82 được phát triển trong thập niên 1980, và với các biến thể của nó đã đặt nền móng cho các mẫu súng bắn tỉa công phá sau này.

## Sức mạnh
Một phương pháp phổ biến để đánh giá sức mạnh thực tế của đạn là so sánh động năng đầu nòng. Đạn .30-06 Springfield – cỡ đạn tiêu chuẩn của binh sĩ Mỹ trong cả hai cuộc Thế chiến và cũng được thợ săn Mỹ ưa chuộng khi săn thú vừa và lớn – có thể tạo ra động năng đầu nòng từ 2.000 đến 3.000 foot-pound (≈ 2.710–4.070 J). Trong khi đó, đạn .50 BMG có thể tạo ra từ 10.000 đến 15.000 foot-pound (≈ 13.558–20.337 J), tùy thuộc vào loại thuốc phóng, kiểu đầu đạn và loại vũ khí bắn. Nhờ hệ số đạn đạo  cao, quỹ đạo của .50 BMG cũng ít bị lệch do gió ngang hơn so với các cỡ đạn nhỏ và nhẹ hơn, khiến .50 BMG trở thành lựa chọn phù hợp cho các loại súng bắn tỉa sức công phá lớn.

## Thông số
.50 BMG (12,7×99mm NATO) có dung tích vỏ đạn 290 grain. Đây là phiên bản phóng to của đạn .30-06 Springfield nhưng sử dụng thành vỏ với độ côn dài nhằm hỗ trợ quá trình nạp và rút vỏ tin cậy trên nhiều loại vũ khí khác nhau.
Tỷ lệ xoắn rãnh phổ biến của loại đạn này là 1 vòng/15 inch (380 mm), với 8 gờ và rãnh. Loại hạt lửa  tiêu chuẩn cho đạn này là hạt lửa kiểu Boxer, có một điểm kích hỏa trung tâm (áp dụng tại Hoa Kỳ và các nước NATO).  Tuy nhiên, một số quốc gia khác sản xuất đạn với hạt lửa kiểu Berdan, có hai lỗ dẫn lửa
Theo tài liệu TM43-0001-27 (U.S. Army Ammunition Data Sheets — Small Caliber Ammunition), áp suất buồng trung bình của loại đạn này – không bao gồm các loại đạn tập, đạn định tầm vỏ ngắn hoặc đạn kiểm định/thử nghiệm – là 54.923 psi (378.680 kPa). Áp suất kiểm định/thử nghiệm (proof/test) được ghi nhận ở mức 65.000 psi (450.000 kPa).

## Một số vũ khí sử dụng đạn 50 BMG
- M2 Browning
- Barrett M107
- Barrett M99
- Barrett M95
- Barrett XM500
- Steyr HS.50
- Zastava M93
- PGM Hécate II
- XM312
- AI AS50
- Windrunner M96
- BFG 50

...